# Saint-Michel-de-Castelnau
Saint-Michel-de-Castelnau (gaskognisch Sent Miquèu de Castèthnau) ist eine französische Gemeinde mit 249 Einwohnern (Stand: 1. Januar 2022) im Département Gironde in der Region Nouvelle-Aquitaine; sie gehört zum Arrondissement Langon und zum Kanton Le Sud-Gironde.

## Geografie
Saint-Michel-de-Castelnau liegt etwa 73 Kilometer südsüdöstlich von Bordeaux. Sie grenzt im Norden an Goualade, im Osten und Nordosten an Saint-Martin-Curton, im Südosten an Pindères, im Süden an Lartigue sowie im Westen an Giscos.

## Bevölkerungsentwicklung
| Jahr                      | 1962 | 1968 | 1975 | 1982 | 1990 | 1999 | 2006 | 2013 |
| Einwohner                 | 359  | 334  | 268  | 224  | 211  | 216  | 233  | 218  |
| Quelle: Cassini und INSEE |      |      |      |      |      |      |      |      |

## Sehenswürdigkeiten

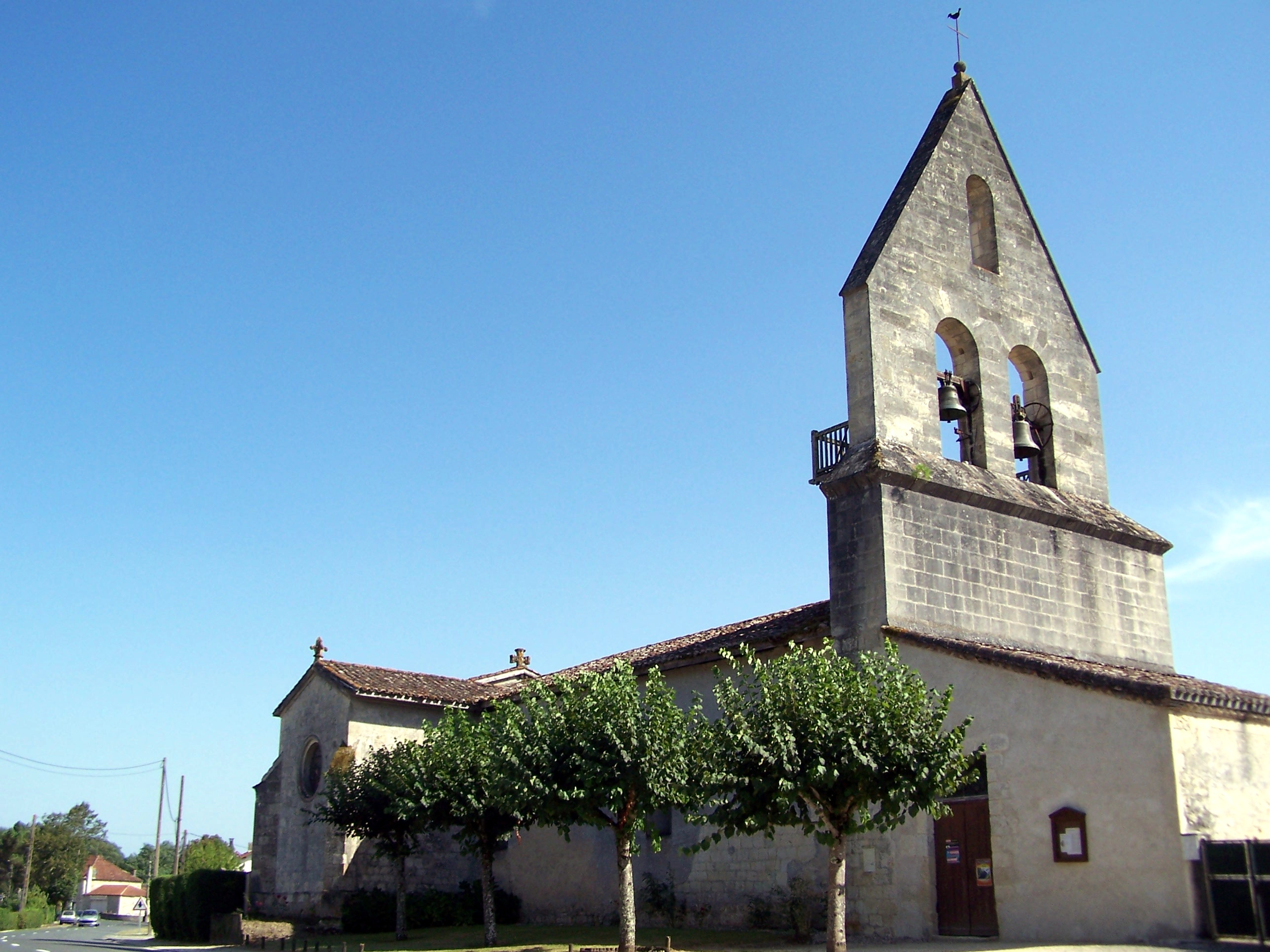
Kirche Saint-Michel

- Kirche Saint-Michel, im 19. Jahrhundert wieder errichtet (siehe auch: Liste der Monuments historiques in Saint-Michel-de-Castelnau)
- Burgruine von Castelnau de Mesmes